# Giải Grammy cho trình diễn song tấu hoặc nhóm nhạc giọng rock xuất sắc nhất
Giải Grammy cho trình diễn song tấu hoặc nhóm nhạc giọng rock xuất sắc nhất là một hạng mục trong giải Grammy (trước đây có tên là giải Gramophone), được Viện hàn lâm Nghệ thuật Thu âm Hoa Kỳ thành lập và trao giải từ năm 1980 đến năm 2011. Giải thưởng này được trao nhằm "tôn vinh các cá nhân hoặc tập thể có thành tựu nghệ thuật xuất sắc trong lĩnh vực thu âm, không xét đến doanh số bán album hay vị trí trên các bảng xếp hạng âm nhạc". Hạng mục này đã bị ngưng sau giải Grammy lần thứ 54 bởi một cuộc cải tổ lớn của các nhà tổ chức. Cụ thể là từ năm 2012, các hạng mục trình diễn rock cho cả đơn ca và song ca hoặc nhóm nhạc sẽ được kết hợp lại để tạo thành một giải chung có tên gọi mới là Giải Grammy cho Trình diễn Rock xuất sắc nhất. Trong suốt lịch sử của giải thưởng, các đại diện của Hoa Kỳ chiếm ưu thế trong danh sách thắng giải với 20 lần, tiếp theo là các nước Ireland (7 lần), Anh (6 lần) và chỉ có một lần duy nhất có một người gốc Mexico thắng giải.
Eagles trở thành ban nhạc đầu tiên đoạt giải vào năm 1980 với ca khúc "Heartache Tonight". Ban nhạc Ireland U2 giữ kỷ lục giải thưởng cho hạng mục này với 7 giải, qua đó đứng đầu danh sách thắng giải, kế tiếp là ban nhạc Aerosmith với 4 giải. Các ban nhạc The Police và Kings of Leon mỗi nhóm đã nhận 2 giải. Ngoài tổng cộng 14 lần đề cử cho hạng mục này (với 7 lần thắng giải), U2 còn là ban nhạc duy nhất trong năm 1990 có hai đề cử cùng một năm. Green Day trở thành ban nhạc nhận được nhiều đề cử nhất (5 đề cử) mà chưa thắng giải nào, xếp kế tiếp là Rolling Stones (4 đề cử).

## Danh sách chi tiết

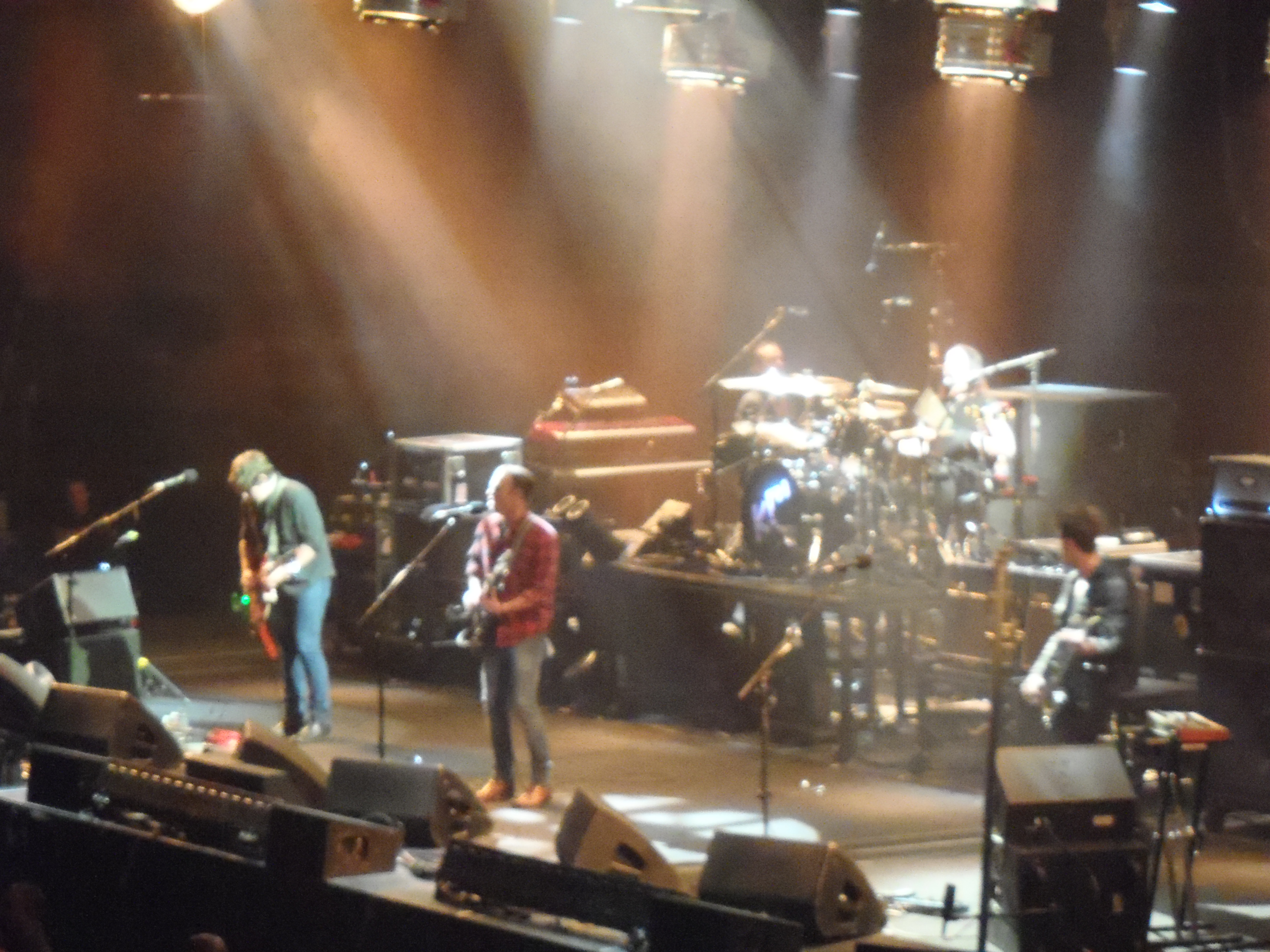
Kings of Leon đã thắng giải 2 lần.

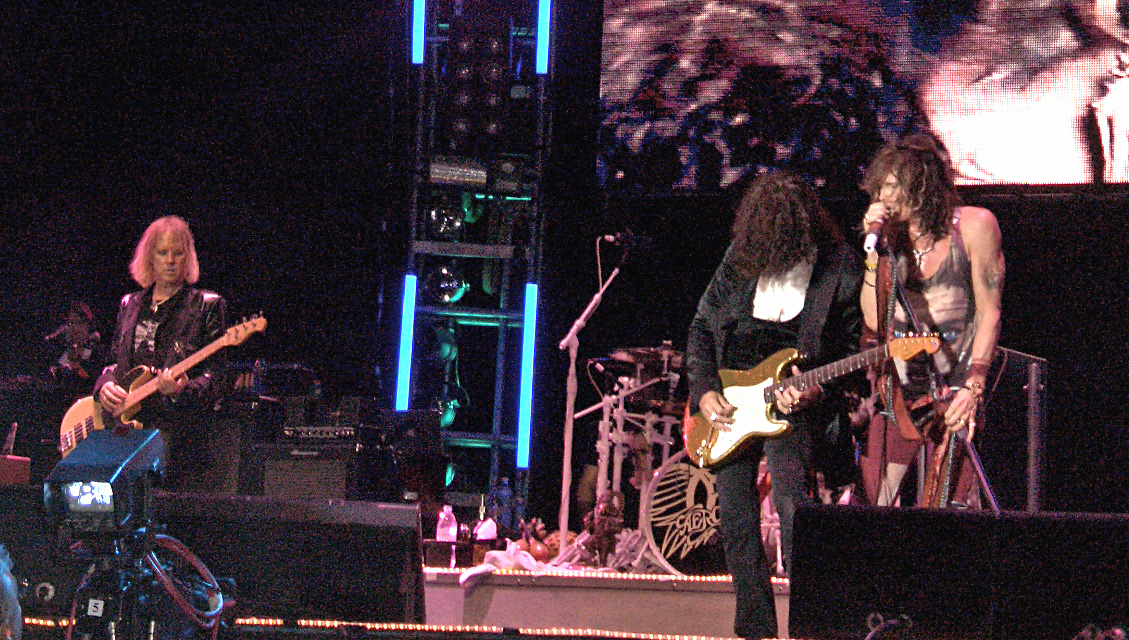
Aerosmith từng 4 lần thắng giải.

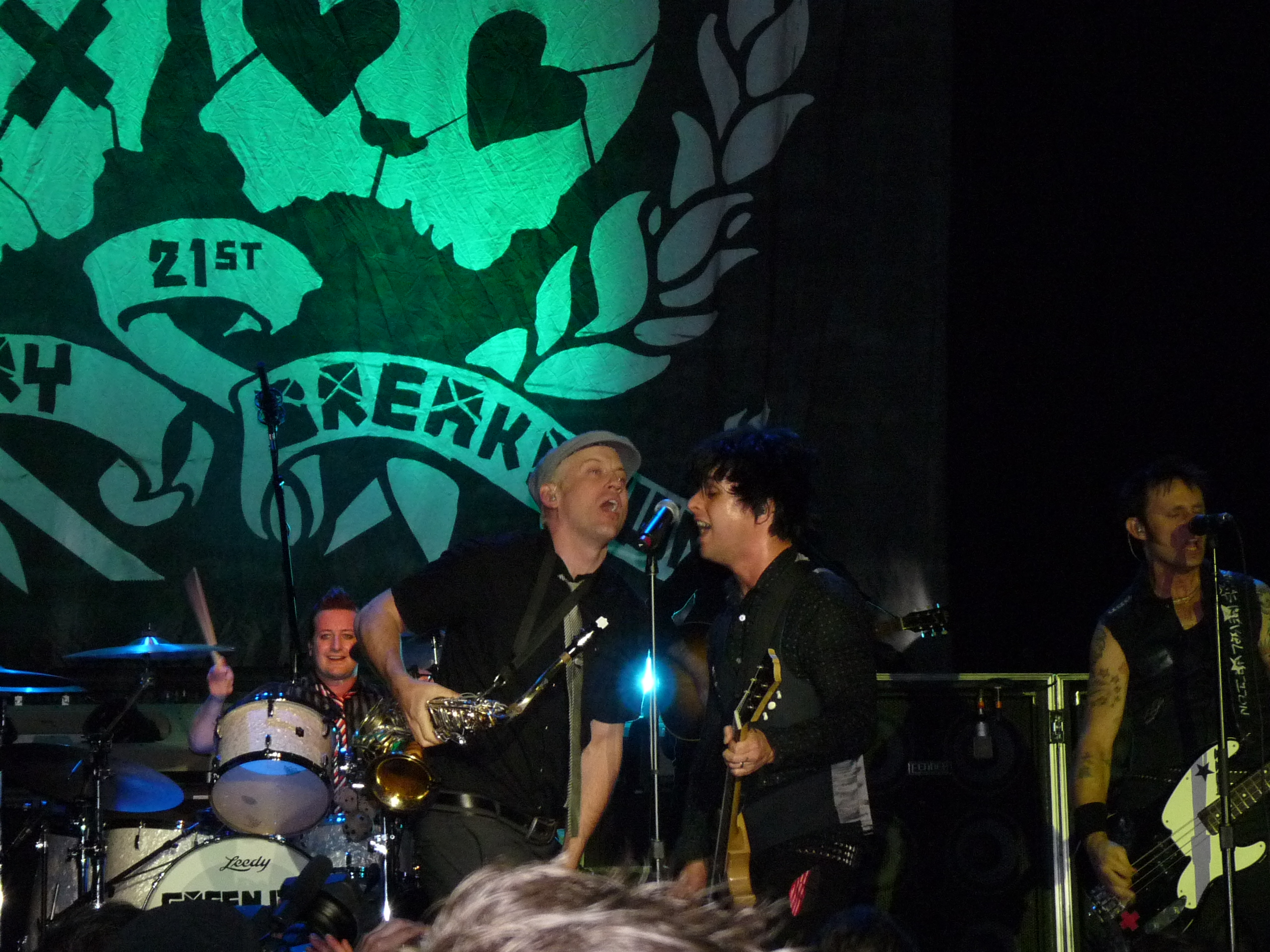
Green Day là ban nhạc nhận được tới 5 đề cử mà chưa thắng một giải nào.

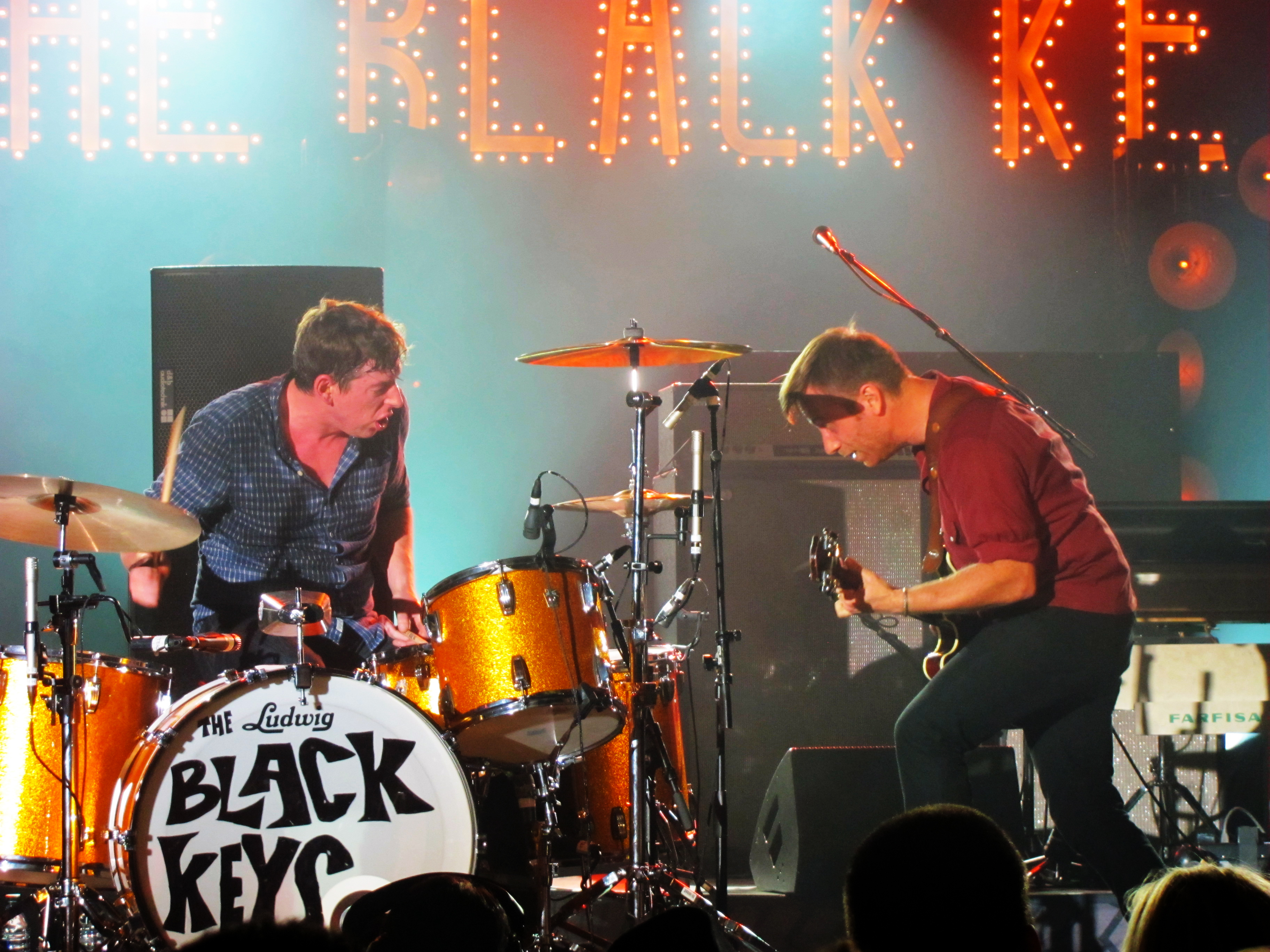
Ban nhạc The Black Keys chủ nhân của giải thưởng năm 2011.

| Năm[I] | Nghệ sĩ trình diễn                      | Ca khúc đoạt giải                         | Các đề cử khác | Ghi chú |
| ------ | --------------------------------------- | ----------------------------------------- | --- | ------- |
| 1980   | Eagles                                  | "Heartache Tonight"                       | | [ 5 ]   |
| 1981   | Bob Seger và ban nhạc the Silver Bullet | Against the Wind                          | - The Pretenders – "Brass in Pocket" | [ 6 ]   |
| 1982   | The Police                              | "Don't Stand So Close to Me"              | - Stevie Nicks & Tom Petty – "Stop Draggin' My Heart Around"                                                                             | [ 7 ]   |
| 1983   | Survivor                                | "Eye of the Tiger"                        | - Frank và Moon Zappa – "Valley Girl" | [ 8 ]   |
| 1984   | The Police                              | Synchronicity                             | - ZZ Top – Eliminator | [ 9 ]   |
| 1985   | Prince & the Revolution                 | Purple Rain                               | - Yes – 90125 | [ 10 ]  |
| 1986   | Dire Straits                            | "Money for Nothing"                       | - Starship – "We Built This City" | [ 11 ]  |
| 1987   | Eurythmics                              | "Missionary Man"                          | - ZZ Top – Afterburner | [ 12 ]  |
| 1988   | U2                                      | The Joshua Tree                           | - Yes – Big Generator | [ 13 ]  |
| 1989   | U2                                      | "Desire"                                  | - Little Feat – Let It Roll | [ 14 ]  |
| 1990   | Traveling Wilburys                      | Traveling Wilburys Vol. 1                 | - U2 & B. B. King – "When Love Comes to Town"                                                                                            | [ 15 ]  |
| 1991   | Aerosmith                               | "Janie's Got a Gun"                       | - The Rolling Stones – "Almost Hear You Sigh"                                                                                            | [ 16 ]  |
| 1992   | Bonnie Raitt & Delbert McClinton        | "Good Man, Good Woman"                    | - Tom Petty & the Heartbreakers – Into the Great Wide Open                                                                               | [ 17 ]  |
| 1993   | U2                                      | Achtung Baby                              | - Red Hot Chili Peppers – "Under the Bridge"                                                                                             | [ 18 ]  |
| 1994   | Aerosmith                               | "Livin' on the Edge"                      | - Spin Doctors – "Two Princes" | [ 19 ]  |
| 1995   | Aerosmith                               | "Crazy"                                   | - Pearl Jam – "Daughter" | [ 20 ]  |
| 1996   | Blues Traveler                          | "Run-Around"                              | - U2 – "Hold Me, Thrill Me, Kiss Me, Kill Me"                                                                                            | [ 21 ]  |
| 1997   | Dave Matthews Band                      | "So Much to Say"                          | - The Wallflowers – "6th Avenue Heartache"                                                                                               | [ 22 ]  |
| 1998   | The Wallflowers                         | "One Headlight"                           | - Dave Matthews Band – "Crash into Me"                                                                                                   | [ 23 ]  |
| 1999   | Aerosmith                               | "Pink"                                    | - The Wallflowers – "Heroes" | [ 24 ]  |
| 2000   | Everlast và Santana                     | "Put Your Lights On"                      | - Red Hot Chili Peppers – "Scar Tissue"                                                                                                  | [ 25 ]  |
| 2001   | U2                                      | "Beautiful Day"                           | - Red Hot Chili Peppers – "Californication"                                                                                              | [ 26 ]  |
| 2002   | U2                                      | "Elevation"                               | - Train – "Drops of Jupiter" | [ 27 ]  |
| 2003   | Coldplay                                | "In My Place"                             | - U2 – "Walk On" | [ 28 ]  |
| 2004   | Bruce Springsteen & Warren Zevon        | "Disorder in the House"                   | - Train – "Calling All Angels" | [ 29 ]  |
| 2005   | U2                                      | "Vertigo"                                 | - The Killers – "Somebody Told Me" | [ 30 ]  |
| 2006   | U2                                      | "Sometimes You Can't Make It on Your Own" | - The Killers – "All These Things That I've Done"                                                                                        | [ 31 ]  |
| 2007   | Red Hot Chili Peppers                   | "Dani California"                         | - U2 & Green Day – "The Saints Are Coming"                                                                                               | [ 32 ]  |
| 2008   | The White Stripes                       | "Icky Thump"                              | - U2 – "Instant Karma!" | [ 33 ]  |
| 2009   | Kings of Leon                           | "Sex on Fire"                             | - The Eagles – "Long Road Out of Eden"                                                                                                   | [ 34 ]  |
| 2010   | Kings of Leon                           | "Use Somebody"                            | - U2 – "I'll Go Crazy If I Don't Go Crazy Tonight"                                                                                       | [ 35 ]  |
| 2011   | The Black Keys                          | "Tighten Up"                              | - Arcade Fire – "Ready to Start" - Jeff Beck & Joss Stone – "I Put a Spell on You" - Kings of Leon – "Radioactive" - Muse – "Resistance" | [ 36 ]  |

- ^[I]  Các năm thắng giải đều được liên kết với lễ trao giải Grammy năm đó.